# 앨리슨 루더
앨리슨 라우더(Alison Louder)는 캐나다의 배우, 제작자이다.

## 출연 작품

### 영화
- 미이라 3: 황제의 무덤 (2008)
- Crawler (2009)
- Another Silence (2011)
- 엘리펀트 송 (2014) - 간호사 역
- 세이빙 호프 (2015)
- 존 F. 도노반의 죽음과 삶 (2018)

### 텔레비전
- 블루 마운틴 스테이트 (2010)
- 빙 휴먼 (2011-14)
- 헬릭스 (2015)
- 슈츠 (2019)